# لا بيزاس
لا بيزاس هي بلدية فرنسية تقع في إقليم الأردين في منطقة غراند إيست. 